# Национал-социалистическое движение (США)

Флаг «Национал-социалистического движения» с 2016 г.

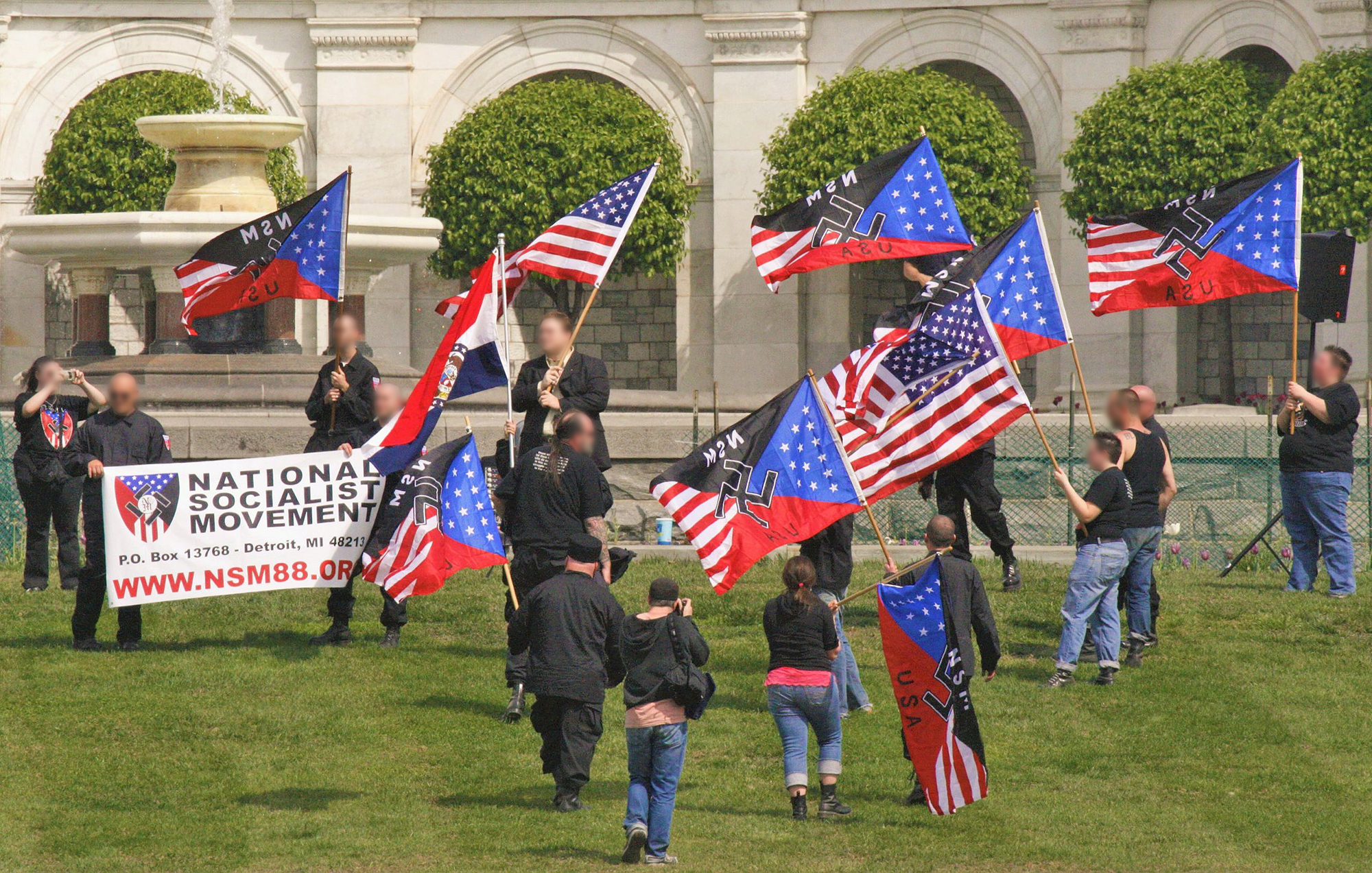
Митинг на западной лужайке Капитолия США, Вашингтон, 2008

«Национал-социалистическое движение» (англ. National Socialist Movement) — американская политическая партия неонацистского толка со штаб-квартирой в Детройте. Основана в 1970-х годах при содействии политического деятеля, подполковника Джорджа Рокуэлла. Выступает против нелегальной иммиграции, евреев, мусульман, чернокожих, гомосексуалов.
Члены движения издают литературу, проводят демонстрации и митинги, сжигают книги. Одна из акций, организованных группой в 2005 году, привела к массовым беспорядкам в Толидо, штат Огайо.